# جامع ابن عثيمين
جامع ابن عثيمين، ويقع في منطقة القصيم بمدينة عنيزة، ويعتبر الجامع من أقدم الجوامع في عنيزة وأكبرها. وقد سُميَ مؤخراً بأسم الشيخ محمد بن صالح العثيمين.

## مئذنة الجامع الأثرية
تعد مئذنة الجامع الكبير من أقدم المنارات في مساجد المملكة، ويعود تاريخ بنائها إلى عام 1307هـ، ولا توجد منارة بطولها مبنية من الطين الخالص، فهي مكونة من خمسة أدوار، وارتفاعها يبلغ 23 متراً، وعدد درجاتها (76 درجة)، وقد قام ببناء هذه المنارة محمد بن صالح الدليقان (ابن صويلح). واستمر الشيخ إبراهيم بارتقاء هذه المنارة حتى عام 1372هـ حيث رفع الأذان لأول مرة من مكبر الصوت بعد إدخال الكهرباء إلى المسجد بماكينة خاصة تبرع بها الوزير عبد الله بن سليمان الحمدان.
وفي عام 1368هـ تصدعت المنارة بسبب الأمطار الغزيرة، إلا أنها لم ترمم إلا في عام 1382هـ عندما طلب الشيخ ابن عثيمين من عبد العزيز البادي الشاعر المعروف بناء وترميم المنارة بعد التصدع. ولا تزال مئذنة الجامع الكبير تحمل أصالة الماضي وعراقة التاريخ رغم التجديد الذي طرأ على الجامع، حيث أعيد بناؤه على نفقة الملك خالد بن عبد العزيز عام 1406هـ، وظلت المنارة الطينية في مكانها بناءً على رغبة أهالي عنيزة بعدم هدمها.